# Brothylus gemmulatus
Brothylus gemmulatus är en skalbaggsart som beskrevs av Leconte 1859. Brothylus gemmulatus ingår i släktet Brothylus och familjen långhorningar. Inga underarter finns listade.